# 德雷納湖

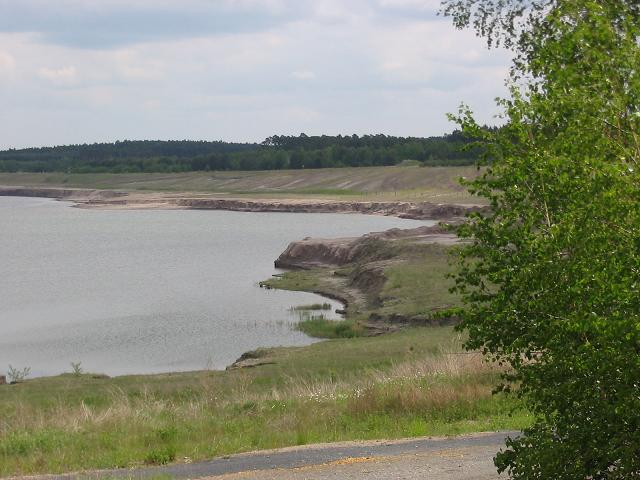

51°45′39″N 13°49′46″E / 51.76077489999999°N 13.829435200000034°E
德雷納湖（德語：Drehnaer See），是德國的湖泊，位於該國東北部，由勃蘭登堡州負責管轄，處於上施普雷瓦爾德-勞西茨縣，面積2.3平方公里，海拔高度70米，最大水深43米，水體容量1,300萬立方米。